# Turnaround
Turnaround to czwarty album irlandzkiego zespołu Westlife wydany w 2003 roku. Pierwszym singlem promującym płytę został utwór Hey Whatever. Turnaround jest ostatnim albumem nagranym wspólnie z byłym członkiem zespołu Bryanem McFaddenem.

## Spis utworów
1. Mandy - 3:18
2. Hey Whatever - 3:28
3. Heal - 3:08
4. Obvious - 3:29
5. When A Woman Loves A Man - 3:34
6. On My Shoulder - 3:56
7. Turn Around - 4:21
8. I Did It For You - 3:30
9. Thank You - 4:02
10. To Be With You - 3:20
11. Home - 4:04
12. Lost In YouA - 3:34
13. What Do They Know? - 3:16
14. Never Knew I Was Losing YouB - 4:41

- APiosenka Lost In You was znajduje się tylko w japońskiej oraz angielskiej wersji albumu.
- BPiosenka Never Knew I Was Losing You znajduje się tylko na japońskiej wersji albumu.

## Chart performance
| Kraj            | Najwyższa pozycja | Certyfikat |
| --------------- | ----------------- | ---------- |
| Austria         | 42                | -          |
| Dania           | 4                 | -          |
| Irlandia        | 1                 | -          |
| Holandia        | 33                | -          |
| Nowa Zelandia   | 42                | -          |
| Norwegia        | 37                | -          |
| Filipiny        | 1                 | 3xPlatyna  |
| Szwecja         | 5                 | Złoto      |
| Szwajcaria      | 1                 | -          |
| Wielka Brytania | 1                 | 2x Platyna |